# Sphenomorphus leucospilos
Sphenomorphus leucospilos este o specie de șopârle din genul Sphenomorphus, familia Scincidae, descrisă de Wilhelm Peters în anul 1872. A fost clasificată de IUCN ca specie cu risc scăzut. Conform Catalogue of Life specia Sphenomorphus leucospilos nu are subspecii cunoscute.